# Classe Thaon di Revel
I pattugliatori polivalenti d'altura (PPA) della classe Thaon di Revel rappresentano una classe di unità navali multiruolo della Marina Militare progettate per sostituire le fregate classe Soldati e le corvette della prima serie della classe Minerva.

## Storia del programma
La classe fa parte della legge navale 2014-2015 che prevede la suddivisione delle unità nelle seguenti tre diverse versioni: Light, Light+ e Full.
Nel 2024 Fincantieri ha presentato la versione EVO (chiamati anche PPA 2.0 o Super-PPA) che consiste in una versione aggiornata nella configurazione, nella modularità della piattaforma, nella strumentazione e nell'armamento.
Il piano per la Marina Militare italiana prevedeva 16 unità complessive, poi è stato portato a 7 unità con un'opzione di altre 3, inizialmente così configurate: due PPA Light, tre PPA Light+ e due PPA Full ma successivamente due dei tre Light+ sono stati convertiti in EVO.

### Cronologia degli eventi
Nel 2016 la Marina Militare aveva individuato nei PPA l'erede di diverse classi di navi ormai datate della flotta, riorganizzandole nel numero: da 22 aventi dislocamento medio di 1900t a 16 con un dislocamento di 4500t. Il piano iniziale prevedeva quindi un'"unica taglia" (da 4500t) ovvero un'unica nave multiruolo che soppiantasse classi di navi molto diverse fra loro per operatività e dislocamento. Nonostante l'elevata polivalenza dei PPA quest'idea iniziale venne abbandonata nel 2019, la decisione è dovuta principalmente all'approvazione del programma europeo EPC (che vede proprio l'Italia come coordinatore del progetto); la commessa quindi scese da 16 a 7 e le varie classi sono state sostituite da progetti diversi:
- Le 4 FFG (fregate lanciamissili) di 2500t della classe Soldati sono state effettivamente sostituite dai nuovi PPA;
- 3 delle 4 corvette di 1300t della prima serie della classe Minerva sono anch'esse state sostituite dai nuovi PPA;
  - (le altre 4 FSM, ovvero le corvette della seconda serie della Classe Minerva, verranno sostituite dalle nuove EPC da 3000t;)
- I 4 pattugliatori da 1500t della Classe Comandanti verranno anch'essi sostituti dalle nuove EPC;
- I 4 pattugliatori da 1700t della Classe Cassiopea hanno trovato il loro erede nei nuovi PPX da 2400t;
- i 2 pattugliatori da 1900t della Classe Sirio (evoluzione della Classe Cassiopea) verranno sostituiti anche loro dai nuovi PPX, se ne verrà esercitata l'opzione per due ulteriori esemplari;
- i 2 DDG da 4500t Classe Luigi Durand de la Penne verranno sostituiti dai nuovi DDX da 11.000t.

In questo modo, quindi, il numero di navi in flotta rimane quasi inalterato ma rimane la filosofia di aumentarne il dislocamento in quanto tutte le navi vengono sostituite con nuovi modelli di tonnellaggio decisamente maggiore.
Nel 2024 il piano subisce un'ulteriore modifica, questa volta non nel numero di PPA assegnati alla Marina Militare ma nella loro configurazione. Il 28 marzo 2024, infatti, l'Indonesia e Fincantieri hanno firmato un contratto di vendita pari a 1,18 miliardi di euro per l'acquisto di 2 PPA che prevede il trasferimento alla marina indonesiana di nave Ruggiero Di Lauria e nave Marcantonio Colonna, unità rimpiazzate negli anni successivi da Fincantieri alla Marina Militare italiana. Dopo questa esportazione, quindi, i due PPA destinati alla Marina italiana (che sostituiscono quelli venduti all'Indonesia), non sono più stati realizzati in configurazione Light+ ma Full.

## Progetto
Il Pattugliatore Polivalente d’Altura (PPA), o Multipurpose Combat Ship (MCS) come ora la Marina Militare preferisce chiamarlo, rappresenta una tipologia di nave altamente flessibile con capacità di assolvere molteplici compiti che vanno dal pattugliamento al combattimento di prima linea. 

### Configurazione
Sono presenti quattro versioni:
- PPA Light: versione leggera, adatta al pattugliamento litoraneo ed al contrasto della criminalità in mare;

- PPA Light+: versione media, adatta sia al pattugliamento litoraneo che al supporto ed al combattimento;

- PPA Full: versione pesante, adatta al combattimento di prima linea.

- PPA EVO: versione ulteriormente migliorata nelle dotazioni, nella strumentazione e negli armamenti, per operazioni più intense.

Le versioni Light e Light+ sono velocemente convertibili nella versione Full, grazie anche all'elevato grado di modularità delle unità.

### Piattaforma
Lo scafo presenta una forma innovativa, che insieme al nuovo rostro prodiero punta ad ottimizzare la spinta idrodinamica allo scopo di soddisfare requisiti prestazionali molto sfidanti, pur mantenendo un moderato impatto ambientale e garantendo l'economicità di gestione.
Le navi sono caratterizzate da due zone ad alta modularità: una di centro nave e l'altra di poppa.
La prima è dotata di una gru Davit con due braccia dispiegabili per il trasporto, il lancio ed il recupero di imbarcazioni lunghe fino a 11 metri e pesanti fino a dieci tonnellate, e una gru centrale per container fino a venti tonnellate. Questa zona ha una capacità di carico fino a otto container ISO 1C, per 120 t massime complessive.
La seconda zona modulare invece può fungere da bacino per mezzi delle forze speciali, da magazzino pallettizzato, da comparto sanitario, da comparto alloggi (30 posti più un'area igiene) o come zone USV e ROV più cittadella di comando.
Adiacente a questa zona è presente in modo predefinito una rampa per il lancio ed il recupero di un veicolo anfibio di tipo RHIB di massimo 11 metri.

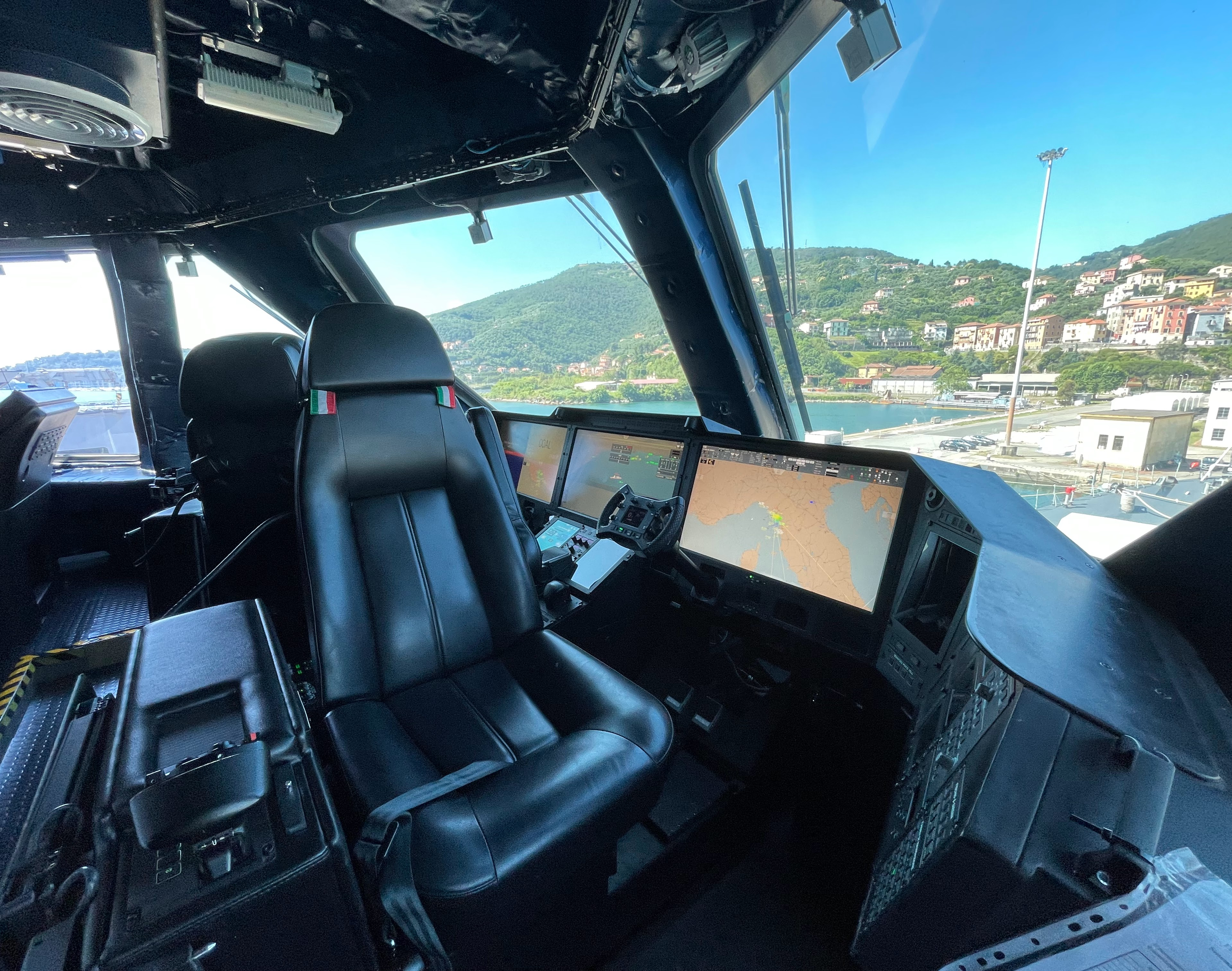
Cockpit Navale su nave Thaon di Revel

La zona plancia presenta una moderna ed innovativa forma, molto simile a quella di un elmo, assicurando un ampio raggio di visibilità nonché un elevatissimo grado tecnologico, essendo in questa riuniti tutti i sistemi di controllo, di autodifesa ed attacco, navigazione e propulsione.

## Elettronica
L'intero sistema elettronico è stato realizzato da Leonardo, che fornisce un Combat Management System di nuova generazione ad architettura aperta, modulare e riconfigurabile, progettato per essere un sistema C4I completo, con accesso ai servizi di rete della Coalizione così come a quelli Strategici Nazionali.
Nella plancia è stato previsto un innovativo sistema denominato "cockpit" realizzato insieme a Fincantieri, che consente per la prima volta la gestione integrata delle operazioni relative sia alla conduzione della nave sia al sistema di combattimento, con un numero ridotto di addetti, grazie anche all’impiego di tecnologie di realtà aumentata. 
Esso comprende un radar AESA 3D Kronos Dual Band, composto da quattro facce fisse. Ognuna di esse comprende a sua volta due pannelli radar, uno in banda C (per la sorveglianza e il tracciamento aerei a medio-lungo raggio e per la sorveglianza e il tracciamento anti-missile balistico, oltre che per la guida dei missili superficie-aria del sistema SAAM-ESD) ed uno in banda X (per la sorveglianza di superficie e per la sorveglianza e il tracciamento aerei a corto raggio). La variante Full è dotata del sistema completo, la Light+ ha solo i pannelli in banda C e la Light ha solo quelli in banda X.
Le unità sono equipaggiate con il radar in banda X per la ricerca aerea e di superficie SPS-732 (RAN 30X/I).
Altri sensori sono: un radar per il controllo del fuoco NA-30S MK2, due radar in banda X e Ka per la navigazione, un sistema IRST (InfraRed Search and Track), sensori per il riconoscimento amico/nemico (IFF, Identification Friend and Foe).
Il sistema di comunicazione è basato sulla tecnologia Software Defined Radio (SDR) e comprende due antenne SATCOM, una a due bande ed una a tre.
In campo ASW le PPA sono dotate di un sonar trainato, sia attivo sia passivo, a bassa-medio frequenza a profondità variabile ATAS e di un sonar trainato Black Snake, progettato per la scoperta e la classificazione di siluri nemici in arrivo. 
Leonardo fornisce anche il Diver Detection Sonar, l'Underwater Telephone e il Bathy Thermpograph Unit.
I PPA EVO hanno una nuova strumentazione per gestire i droni (UAV, USV e UUV) di cui sono dotati e nuovi sistemi anti-drone ed anti missili balistici.

## Armamento
L'armamento di base comune a tutte e tre le versioni è costituito da: un cannone (a prua) OTO Melara 127/64 munito del munizionamento Vulcano e da un cannone (sull'aviorimessa di poppa) OTO Melara 76/62, del tipo sovraponte, munito di munizionamento Davide/Strales e con predisposizione per il Vulcano. Sempre sull'aviorimessa di poppa trovano posto 2 mitragliere a controllo remoto Oto Melara / Oerlikon KBA 25/80 e 2 lanciarazzi ODLS-20 per le contromisure AAW e ASW.
Le unità vantano poi un impianto missilistico di ultima generazione VLS Sylver A-50 per il lancio in verticale di 16 missili Aster 15, Aster 30 e Aster 30 B1NT, già implementato nelle versioni Light+ e Full, mentre la versione Light è predisposta per una loro possibile installazione. Tutte le versioni hanno la predisposizione per un sistema di 4 lanciatori binati per il lancio di 8 missili anti-nave e land attack OTOMAT TESEO Mk-2E.
Per quanto riguarda la capacità silurante, nelle versioni Light e Light+ è presente la predisposizione per 2 lanciatori trinati per siluri da 324mm MU-90 Impact, mentre nella versione Full essi sono già forniti.
Sulle PPA versione Full sono installati due lanciatori ODLS 20 (OTO Decoy Launching System) a controllo remoto il cui ruolo principale è fornire alla nave una difesa passiva dai radar e dai missili dotati di seeker IR, ma anche decoy ASW; le altre due versioni sono predisposte per la loro installazione.
Importante infine è la presenza di un hangar e di un ponte di volo per 2 elicotteri NH90 o un AgustaWestland AW101.

### Armanento dei Super-PPA (PPA EVO)
La versione EVO è dotata, rispetto alla versione Full, di maggiore armamento nella lotta antisommergibile e nelle operazioni anti-drone. I PPA EVO dispongono di 64 celle VLS SYLVER A50 ed A70: 4 moduli a 8 celle a prua e 4 moduli a 8 celle a centro nave. I PPA EVO, con l'uso dei missili da crociera oltre alla lotta antisommergibile potranno anche gestire operazioni superficie-superficie, quindi anti-nave a distanza, anti aerea ed anti-superficie. Inoltre ha nuova strumentazione per gestire i droni (UAV, USV e UUV) di cui è dotata.
L'ampliamento del nuovo sistema di missili a lancio verticale permette anche ai PPA EVO di poter svolgere operazioni specifiche di difesa anti attacco balistico.

## Utilizzatori

### Italia
Marina Militare - Classe Thaon di Revel
| Distintivo ottico | Nome                      | Versione | Cantiere di costruzione | Impostazione     | Varo             | Consegna          | Base      |
| ----------------- | ------------------------- | -------- | ----------------------- | ---------------- | ---------------- | ----------------- | --------- |
| P 430             | Paolo Thaon di Revel      | Light    | Riva Trigoso, Muggiano  | 9 maggio 2017    | 15 giugno 2019   | 18 marzo 2022     | Taranto   |
| P 431             | Francesco Morosini        | Light    | Riva Trigoso, Muggiano  | 16 febbraio 2018 | 22 maggio 2020   | 22 ottobre 2022   | Taranto   |
| P 432             | Raimondo Montecuccoli     | Light+   | Riva Trigoso, Muggiano  | 8 novembre 2018  | 13 marzo 2021    | 27 settembre 2023 | La Spezia |
| P 434             | Giovanni delle Bande Nere | Full     | Riva Trigoso, Muggiano  | 8 novembre 2018  | 12 febbraio 2022 | 2 ottobre 2024    | La Spezia |
| P 433             | Marcantonio Colonna       | Light+   | Riva Trigoso, Muggiano  |                  |                  | 2029              |           |
| P 435             | Ruggiero di Lauria        | Light+   | Riva Trigoso, Muggiano  |                  |                  | 2030              |           |
| P 436             | Domenico Millelire        | Full     | Riva Trigoso, Muggiano  | 17 maggio 2022   | 13 luglio 2024   | agosto 2026       |           |

I due PPA destinati alla Marina italiana (che sostituiscono quelli venduti all'Indonesia) Ruggiero di Lauria e Marcantonio Colonna, non saranno più realizzati in configurazione Light+ ma Full.

### Esportazioni

#### Indonesia
Tentara Nasional Indonesia Angkatan Laut - Classe Thaon di Revel
| Distintivo ottico | Nome                | Versione | Cantiere di costruzione | Impostazione     | Varo             | Consegna      | Base     |
| ----------------- | ------------------- | -------- | ----------------------- | ---------------- | ---------------- | ------------- | -------- |
| 320               | KRI Brawijaya       | Light+   | Riva Trigoso, Muggiano  | 3 settembre 2020 | 26 novembre 2022 | 2 luglio 2025 | Surabaya |
| 321               | KRI Prabu Siliwangi | Light+   | Riva Trigoso, Muggiano  | 20 ottobre 2021  | 6 ottobre 2023   | agosto 2025   |          |

Le due navi al momento della vendita (marzo 2024) alla Marina indonesiana erano già in costruzione per la Marina Militare italiana in configurazione Light+; il governo indonesiano ha espresso interesse a portarle in versione Full.